# Dôme de Pienza
Le Dôme de Pienza (concattedrale di Santa Maria Assunta) est l'édifice religieux le plus important de Pienza, en province de Sienne, appartenant au diocèse de Montepulciano-Chiusi-Pienza.

## Architecture
Construite sur l'emplacement de l'ancienne Pieve di Santa Maria, elle fut orientée différemment pour s'inscrire harmonieusement dans le plan prévu de la réhabilitation du centre historique de Pienza, voulu par le pape Pie II Piccolomini, né dans le  village (appelé Corsignano à cette époque, renommé Pienza en son nom par la suite), pour en faire l'exemple architectural d'une ville modèle de la Renaissance. Il en confia la réalisation entre 1459 et 1462 à l'architecte Bernardo Rossellino.

## Extérieur
Sa façade donne sur la place Pie-II (qui est son parvis), avec celles du Palais Piccolomini, du Palazzo Comunale et du Palazzo Vescovile.

## Intérieur

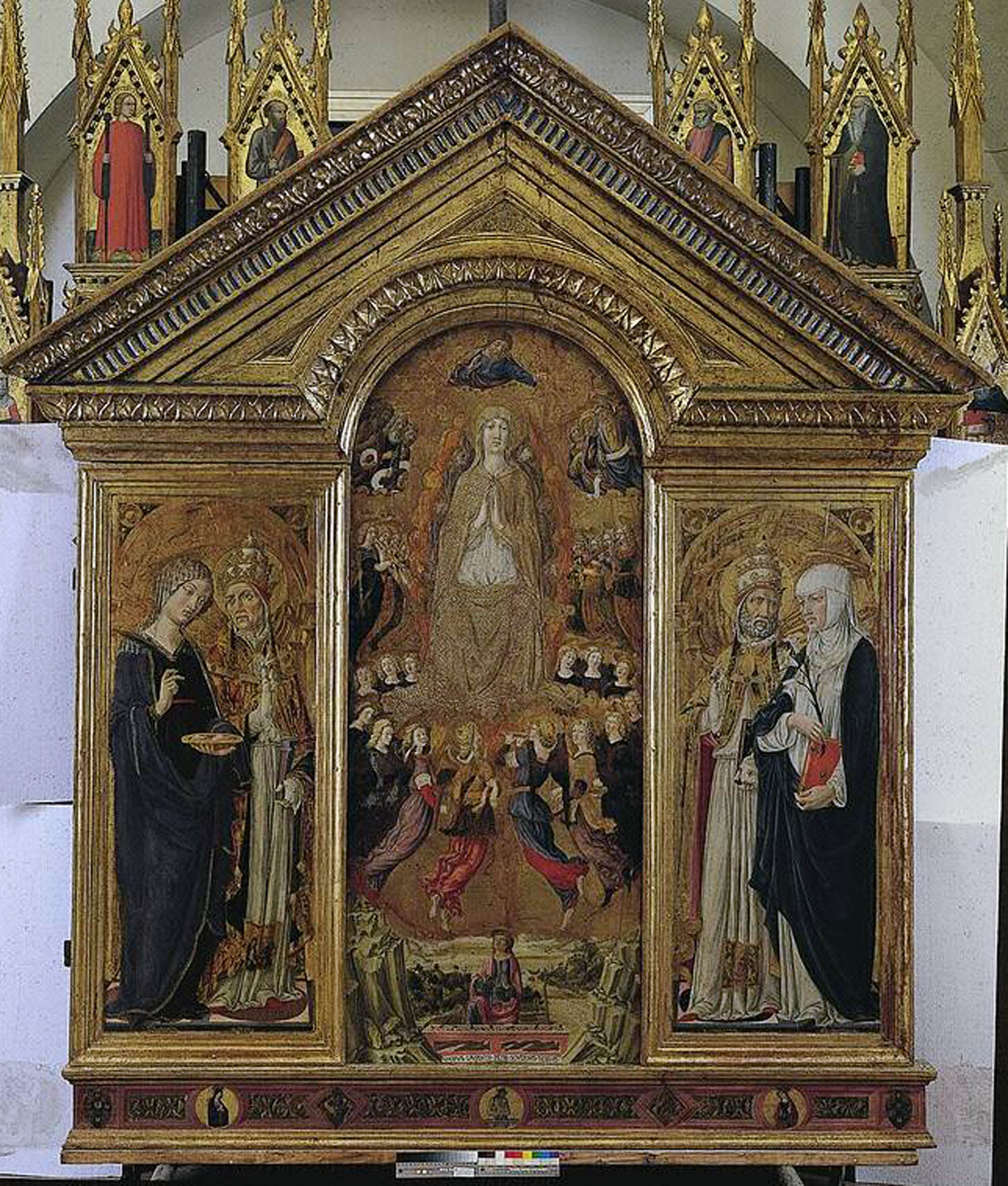
Assomption du Vecchietta

L'intérieur est divisé en trois nefs gothiques de la même hauteur, selon le principe des hallenkirchen allemandes.
Œuvres de l'école siennoise
- Matteo di Giovanni : 
  - retable de Sant' Antonio - Madonna col Bambino e i santi Bernardino, Sabina, Francesco e Antonio abate, Matteo, Bartolomeo e Lucia
  - retable de San Matteo - Madonna col Bambino tra i santi Caterina d'Allessandria, Matteo, Bartolomeo e Lucia 
  - retable de San Girolamo - Madonna con Bambino e i santi Agostino, Girolamo, Martino e Nicola
- Il Vecchietta : L'Assunzione della Madonna con i santi Agata, Pio, Callisto e Caterina da Siena (1451)
- Sano di Pietro : retable di San Giacomo - Madonna in trono con Bambino ed i santi Maddalena, Filippo, Giacomo ed Anna

## Galerie

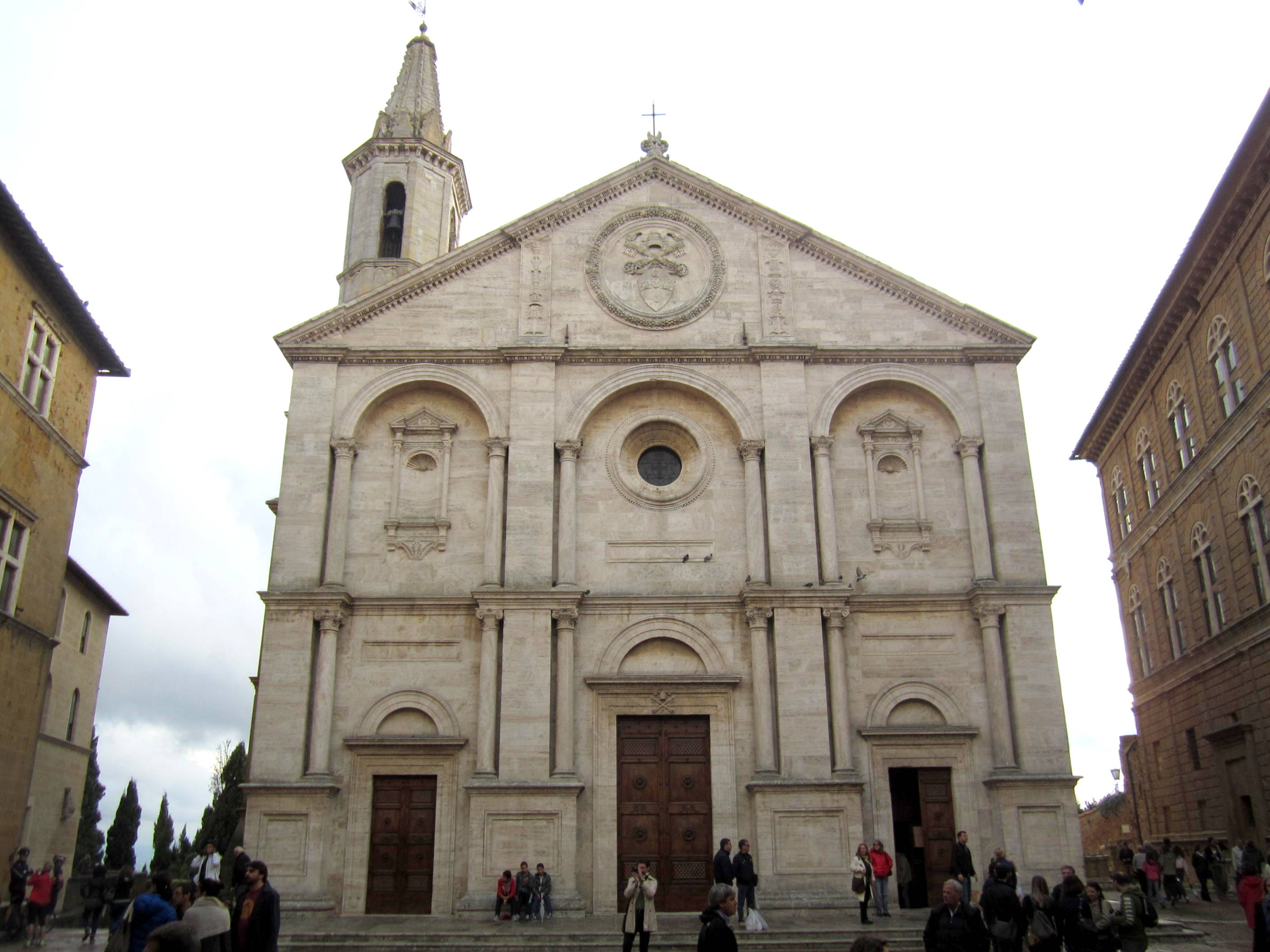
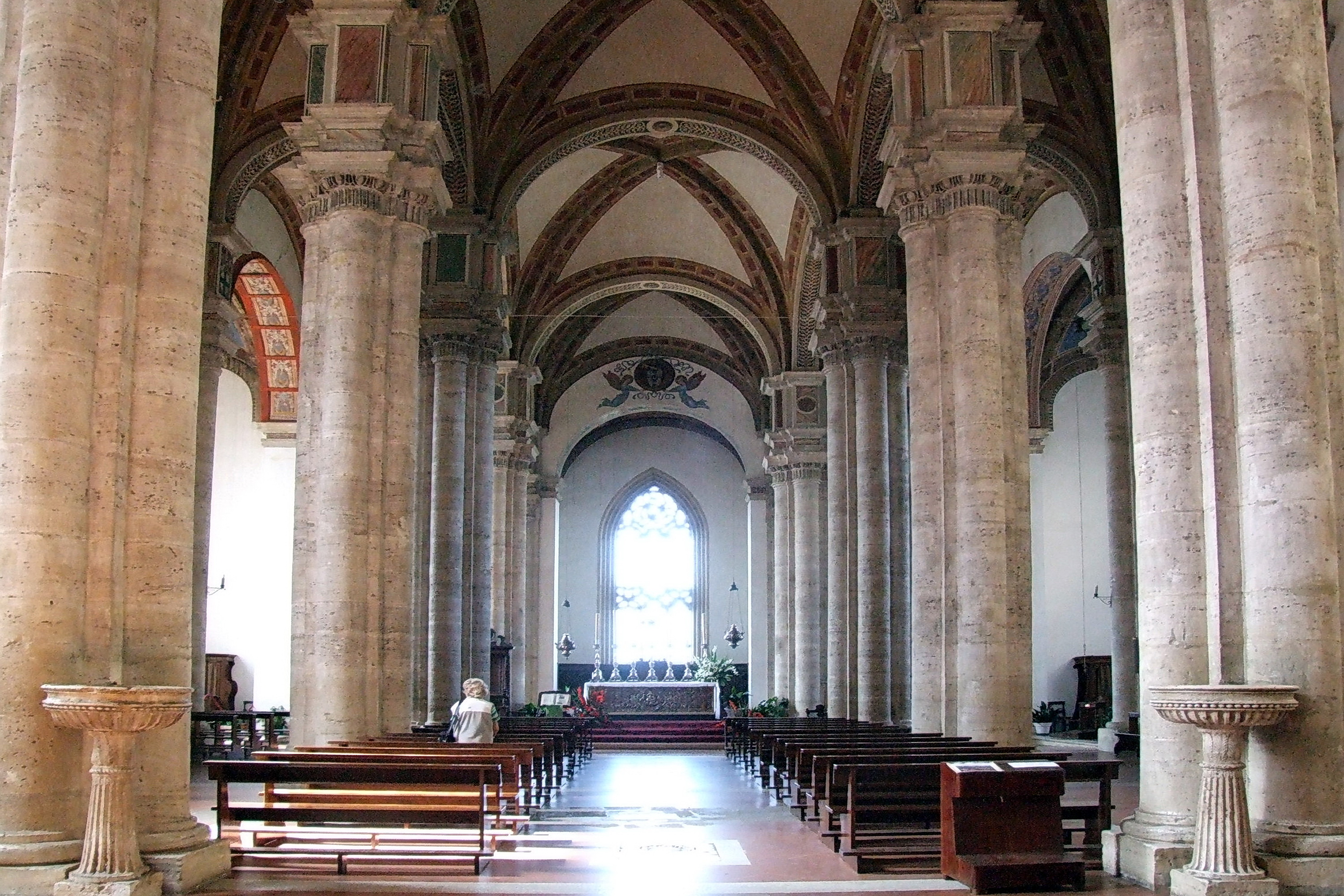
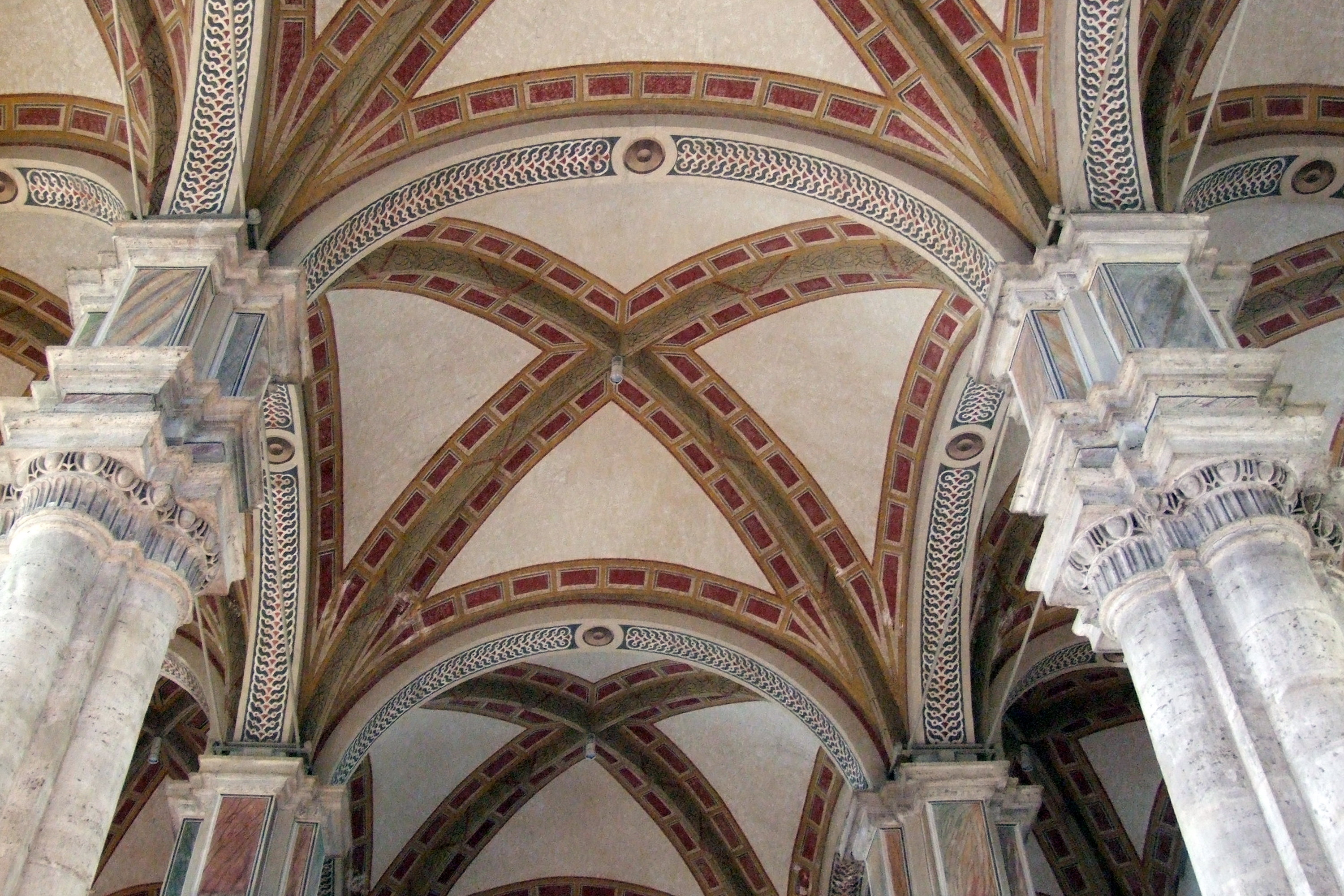